# Waking Up in Vegas
"Waking Up in Vegas"  pjesma je američke pjevačice Katy Perry. Objavljena je kao četvrti i posljednji singl s njenog drugog studijskog albuma One of the Boys 21. travnja 2009. u izdanju Capitol Recordsa.

## O pjesmi
U intervjuu za PopEater.com izjavila je da je inspiraciju za pjesmu pronašla u stvarnom životu. "Tada sam imala 21 godinu. Moj bivši dečko i ja odlučili smo se lažno vjenčati u lažnoj crkvi s lažnim kumovima. Bila sam u vjenčanici, a on u odijelu. Napravili smo nekoliko fotografija. Moj tadašnji menadžer je poludio." Katy je za The Sun 26. listopada 2008. izjavila: "Vegas mi daje j***** osjećaj. Stvarno je blizu Los Angelesa, navečer se s prijateljima napiješ, a ujutro si u Vegasu"
Pjesmu je uživo izvela u televizijskoj emisiji Later With Jools Holland tijekom ožujka 2008. Na sveopće iznenađenje pjesmu je izvela i u televizijskoj emisiji Ant and Dec's Saturday Night Takeaway umjesto tadašnjeg singla "Thinking of You". Tema nastupa bila je Las Vegas, a na pozornici je imala sastav koji imitira Elvisa. Pjesmu je izvela i na Američkom idolu 13. svibnja 2009. Tijekom nastupa nosila je haljinu s temom Elvisa. Pjesmu je izvela i u NBC-evoj emisiji "Today Show", uživo u New Yorku. Za razliku od prethodnih nastupa, tijekom ovoga nosila je haljinu s temom kockanja. Pjesma "Waking Up in Vegas" je druga najuspješnija dance/klupska pjesma godine u SAD-u.

## Kritički osvrti

#### Billboard
Kako balada "Thinking of You" nije uzdrmala scenu kao njena dva prijašnja top 10 hita, Katy se vraća s pjesmom "Waking Up in Vegas" koja je pravi hit. A tek dojam Vegasa: na početku zvuk automata, a doživljaj se nastavlja zvucima gitara te motorom automobila.

#### Digital Spy
Kada čujete naslov poput "Waking Up in Vegas" i to još od Katy Perry što možete očekivati? Pjesmu o zabavi u Vegasu i video koji uključuje poker. To nam je upravo Katy i dala. Iako je tema Vegas pomalo očita, teško se zasititi pjesme. Katy nastoji ne pretjerivati, ali svejedno može biti zabavna.

#### About.com
Ovo je zvuk vrhunskog talenta u pop glazbi. Producent je Greg Wells koji je surađivao s izvođačima kao što su Timbaland i Mika. Desmond Child je već veteran u pisanju pjesama, a pomogao mu je i Max Martin. Kombinacija svih ovih talenata nikako nije razočarala ovdje.

## Popis pjesama

### Britanski CD singl
1. "Waking Up in Vegas" (Radio Edit)
2. "Waking Up in Vegas" (Calvin Harris Radio Edit)

### Britanski digitalni maksi singl
1. "Waking Up in Vegas" (Radio Edit)
2. "Waking Up in Vegas" (Manhattan Clique Remix Edit)
3. "Waking Up in Vegas" (Calvin Harris Radio Edit)

### Promotivni radijski CD
1. "Waking Up in Vegas" (Radio Edit)
2. "Waking Up in Vegas" (Radio Edit Instrumental)

### Američki digitalni maksi singl s remiksevima
1. "Waking Up in Vegas" (Calvin Harris SexMan Extended Remix)
2. "Waking Up in Vegas" (Jason Nevins Electrotec Club Mix)
3. "Waking Up in Vegas" (Jason Nevins Electrotec Dub)
4. "Waking Up in Vegas" (Manhattan Clique Bellagio Remix)
5. "Waking Up in Vegas" (Manhattan Clique Luxor Dub)

## Videospot
Spot za pjesmu snimljen je 26. ožujka 2009. u Las Vegasu pod redateljskom palicom Josepha Kahna. Video počinje tako da se Katy drži za ruke sa svojim dečkom (kojega glumi Joel David Moore), nakon čega on ubaci novčić u automat i oni osvoje podosta novca. Zatim video prikazuje kako Katy i njen dragi igraju poker i dobivaju. Nakon toga, njih dvoje odu u hotel i iz jedne sobe izbace dvojicu gostiju, pa se odu utrkivati gradom, nakon čega slijedi poljubac u hrpi novca. Nakon poljupca, Katyna se sreća počinje mijenjati: počne se svađati s dečkom, gubiti na pokeru, izbacuju je iz hotela te se na kraju videa ponovno nađe s dečkom pokraj početnog automata. On ponovno umetne novčić i oni dobivaju. U spotu se pojavljuje Daniel Negreanu, kanadski profesionalni igrač pokera.

### Manhattan Clique remiks
Za Manhattan Clique remiks pjesme snimljen je spot koji se previše ne razlikuje od originala, na iTunesu je objavljen 23. lipnja. Za razliku od originala video su dodani specijalni efekti, redoslijed scena je promijenjen, a dodane su i neke nove. Jedna od njih je scena gdje Katy u jednoj ruci drži čašu martinija, a u drugoj bombone.

## Top ljestvice
| Top ljestvice (2009.)      | Najviša pozicija |
| -------------------------- | ---------------- |
| Australija                 | 11               |
| Austrija                   | 26               |
| Europa                     | 44               |
| Hrvatska                   | 35               |
| Irska                      | 8                |
| Kanada                     | 2                |
| Mađarska                   | 1                |
| Nizozemska                 | 12               |
| Novi Zeland                | 9                |
| Njemačka                   | 33               |
| SAD (Billboard Hot 100)    | 9                |
| SAD (Hot Dance Club Songs) | 1                |
| SAD (Pop Songs)            | 1                |
| Švedska                    | 32               |
| Švicarska                  | 69               |
| Velika Britanija           | 19               |

## Singl u Hrvatskoj
| Tjedan   | 33 | 34 |
| -------- | -- | -- |
| Pozicija | 35 | 35 |

## Certifikacije
| Država     | Certifikacija | Prodaja   |
| ---------- | ------------- | --------- |
| Australija | zlatna        | 35.000    |
| Brazil     | platinasta    | 100.000   |
| Kanada     | platinasta    | 40.000    |
| SAD        |               | 1.570.000 |

## Povijest objavljivanja
| Država           | Datum             | Format             |
| ---------------- | ----------------- | ------------------ |
| Australija       | 23. ožujka 2009.  | airplay            |
| Australija       | 4. svibnja        | digitalni download |
| SAD              | 21. travnja 2009. | airplay            |
| Brazil           | 11. svibnja 2009. | airplay            |
| Europa           | 4. lipnja 2009.   | CD singl           |
| Europa           | 4. lipnja 2009.   | digitalni download |
| Velika Britanija | 2. lipnja 2009.   | CD singl           |
| Velika Britanija | 2. lipnja 2009.   | digitalni EP       |

## Prethodnici i nasljednici na top listama
| Prethodnik:            | Billboard Pop Songs broj 1 singl (8. kolovoza 2009. - 21. kolovoza 2009.) | Nasljednik:                         |
| "LoveGame" (Lady GaGa) | Billboard Pop Songs broj 1 singl (8. kolovoza 2009. - 21. kolovoza 2009.) | "I Gotta Feeling" (Black Eyed Peas) |

| Prethodnik:                  | Billboard Hot Dance Club Play broj 1 singl (22. kolovoza 2009. - 28. kolovoza 2009.) | Nasljednik:                         |
| "Hush Hush" (Pussycat Dolls) | Billboard Hot Dance Club Play broj 1 singl (22. kolovoza 2009. - 28. kolovoza 2009.) | "Crazy Possessive" (Kaci Battaglia) |